# 五年千歲
五年千歲是王爺千歲信仰信仰對象之一，另稱五年王爺、十二瘟王，由十二或十三位王爺神組成。
五年千歲原是屬於瘟神信仰的一種，奉旨巡狩一方、代天巡狩，爾後逐漸演變成消災除疫、守護鄉里的神祇，各地流傳的五年千歲名號不同。
十二王爺以天干地支去輪值歲年，供奉五年千歲的廟宇，會在寅年、午年、戌年作醮，每十二年間，三度作醮。因為每次作醮，相隔四年，若連首尾，即是五年一度，故信徒通稱其為「五年千歲」。
五年千歲信仰在臺灣影響最深及最廣的馬鳴山鎮安宮五年千歲，於108年8月「馬鳴山五年千歲大科」登錄為「國家重要民俗」，成為國家級無形文化資產，「馬鳴山五年千歲五年大科」是馬鳴山及其境內五股14庄、彰雲嘉南等地近500個香庄，每逢大科年都會前來馬鳴山鎮安宮舉行請、送王的宗教儀式，祭典期間長達數個月，參拜隊伍絡繹不絕、廟埕炮仔聲不停歇，蔚為盛典。

## 主要系統

### 靈寶系統
道教的靈寶禳災瘟司牛醮科儀中記載十二位行瘟王如下：
子年行瘟周大王、丑年行瘟趙大王、寅年行瘟魏大王、卯年行瘟鄭大王、辰年行瘟楚(梵)大王、巳年行瘟吳大王、午年行瘟秦大王、未年行瘟宋大王、申年行瘟齊大王、酉年行瘟魯大王、戌年行瘟越大王、亥年行瘟劉大王。福建深滬的「鎮海宮」所供奉十二大巡王爺其姓氏與上述相同。

### 馬鳴山系統
雲林縣褒忠鄉馬鳴山鎮安宮為全臺灣開基祖廟，每五年（每逢寅、午、戌年）舉行一次三朝三醮大典（在地人稱五年到），各莊都前來恭迎五年千歲到村中遶境，祈保平安，稱「大科年」。十二位千歲值年分別為「子年張千歲，丑年徐千歲、寅年侯千歲、卯年耿千歲、辰年吳千歲、巳年何千歲、午年薛千歲、未年封千歲、申年趙千歲、酉年譚千歲、戌年盧千歲、亥年羅千歲」，不加「府」字，例如「張千歲」而不是「張府千歲」。於108年8月「馬鳴山五年千歲大科」正式登錄為「國家重要民俗」，成為國家級無形文化資產。

### 蘇厝香系統
蘇厝長興宮蘇厝瘟王祭所祭祀之代天巡狩十二瘟王值年千歲分別為：子年張全千歲、丑年余文千歲、寅年侯彪千歲、卯年耿通千歲、辰年吳友千歲、巳年何仲千歲、午年薛溫千歲、未年封立千歲、申年趙玉千歲、酉年譚起千歲、戌年盧德千歲、亥年羅士友千歲。

### 蕭壠香系統
佳里金唐殿蕭壠香科所祭祀之代天巡狩值年千歲分別為：子年張千歲、丑年余千歲、寅年侯千歲、卯年耿千歲、辰年吳千歲、巳年何千歲、午年薛千歲、未年封千歲、申年趙千歲、酉年譚千歲、戌年盧千歲、亥年羅千歲。名列南瀛香科、亦是南瀛五大香之中最早成香、為臺南市定的重要民俗活動之一。

### 西港香系統
西港慶安宮所祭祀之代天巡狩十二瘟王值年千歲分別為：子年張全千歲、丑年余文千歲、寅年侯彪千歲、卯年耿通千歲、辰年吳友千歲、巳年何仲千歲、午年薛溫千歲、未年封立千歲、申年趙玉千歲、酉年譚起千歲、戌年盧德千歲、亥年羅士友千歲。每三年所舉辦十二瘟王香科醮典稱之為「西港刈香」，西港刈香轄境多達九十六個庄頭，影響層面既深且廣，更擁有最多的自組文武陣頭，這些文武陣頭組成時間久遠，絕大部份都已列入台南市無形文化資產，西港刈香則於民國98年登錄成為全國第二個國家級重要無形文化資產，也是全國第一個王爺信仰的重要無形文化資產，為「國家重要民俗」。

### 先天宮系統
嘉義縣東石鄉先天宮所祭祀之五年千歲共十三位天王分別為：代旨李府千歲（原靈為太白金星，與南鯤鯓李王不同）、太子千歲（哪吒太子）、白府千歲（白起）、包府千歲（包拯）、葉府千歲（葉適）、伍府千歲（伍子胥）、方府千歲（方叔）、薛府千歲（薛仁貴）、知府千歲（參知政事范仲淹）、武府千歲（武穆王岳飛）、盧府千歲（盧醫扁鵲）、羅府千歲（羅倫）、侯府千歲（侯贏）等十三位王爺。

## 外部連結
- 黑白分明
- 嘉義縣東石港先天宮
- 西港玉勅慶安宮◎台灣第一香
- 西港慶安宮瘟王醮 - 文建會公告國家重要民俗
- 雲林縣褒忠鄉馬鳴山鎮安宮（页面存档备份，存于）